# San Salvador de Jujuy
San Salvador de Jujuy, comunemente nota come Jujuy, è una città dell'Argentina nord-occidentale, capitale della provincia di Jujuy. La città è situata alle pendici delle Ande, all'estremità meridionale della Quebrada de Humahuaca, un'ampia vallata che si estende sino al confine con la Bolivia.
La popolazione raggiunge le 400.000 unità considerando l'area metropolitana.
San Salvador è il principale centro amministrativo e culturale della provincia.

## Geografia fisica

### Territorio
Jujuy è situata ai piedi delle Ande, alla confluenza del Río Xibi Xibi e del Río Grande de Jujuy, a 1201 metri sul livello del mare. La città sorge lungo la Ruta Nacional 9 che collega La Quiaca (distante 289 km, posta nei pressi del confine boliviano) con Salta (distante 120 km), e dista 1.525 chilometri dalla capitale Buenos Aires. Destinazioni turistiche nelle vicinanze della città sono Tilcara (84 km), Humahuaca (126 km), e il Parco Nazionale Calilegua (111 km).

### Clima
Il clima è umido durante l'estate (nelle ore di punta si toccano i 40 gradi) e caldo e secco in inverno, anche se negli ultimi anni un manto nevoso ha ricoperto il panorama. L'escursione termica fra il giorno e la notte è particolarmente elevata.

## Storia
Dopo alcuni tentativi nel 1565 e nel 1592, la città fu definitivamente fondata il 19 aprile del 1593 da Francisco de Argañaraz y Murguía come San Salvador de Velazco en el Valle de Jujuy. L'insediamento godette di una relativa prosperità grazie alla sua posizione strategica lungo la mulattiera che unive San Miguel de Tucumán alle le miniere d'argento di Potosí, nell'attuale Bolivia.
Nel marzo 1812, durante la guerra d'indipendenza argentina, San Salvador de Jujuy divenne il quartier generale dell'Esercito del Nord di Manuel Belgrano, l'inventore della Bandiera dell'Argentina. Con il sopravanzare delle forze realiste il 23 agosto 1812 Belgrano ordinò a tutti i civili residenti in città di seguire lui e le sue truppe nella ritirata verso San Miguel de Tucumán. L'evento è passato alla storia come esodo jujeño.
Jujuy divenne capoluogo della provincia omonima nel 1834, quando fu separata da quella di Salta. Nel 1841 il generale Juan Lavalle, a capo delle truppe unitarie, fu assassinato in una casa della città. Nel 1863 la città fu gravemente danneggiata da un violento terremoto. Fu raggiunta dalla rete ferroviaria argentina nel 1900.

## Monumenti e luoghi d'interesse

### Architetture civili
- Palazzo del Governo, sulla centrale Plaza Belgrano, fu ricostruito nelle attuali forme Beaux-Arts nel 1921. Ospita al suo interno la bandiera donata alla città da Manuel Belgrano nel 1812.
- Cabildo di Jujuy

### Architetture religiose
- Cattedrale di San Salvatore, costruita nel XVIII secolo in stile coloniale, è stata proclamata monumento nazionale nel 1931.
- Chiesa di San Francesco

### Aree naturali
- Parco Botanico Municipale Barone Carlos María Schüel.

## Società

### Religione
La città è sede della diocesi di Jujuy, istituita il 20 aprile 1934 e suffraganea dell'arcidiocesi di Salta.

## Cultura

### Istruzione

#### Musei
- Museo Storico Provinciale Juan Galo Lavalle, situato nella casa dove nel 1841 fu assassinato il celebre militare argentino.
- Museo Archeologico Provinciale
- Museo d'Arte Coloniale Recrear
- Museo di Geologia, Mineralogia e Paleontologia dell'Università Nazionale di Jujuy,
- Museo di Scienze Naturali Charles Darwin
- Centro Culturale e Museo Jorge Pasquini Lopez
- Museo Storico della Polizia
- Museo della Chiesa di San Francesco
- Museo d'Arte Jorge Mendoza
- Museo Petro-Mineralogico[1].

#### Università
La città è sede dell'Università Nazionale di Jujuy, fondata nel 1973.

### Eventi
A San Salvador si svolge un carnevale andino particolarmente colorato. La popolazione della città, e della provincia in generale, ha tratti somatici di origine india molto più diffusi che nel resto del paese, e sono predominanti le etnie e la cultura Quechua, Aymara e Chiriguano.

## Infrastrutture e trasporti

### Strade
San Salvador de Jujuy è attraversata dalla strada nazionale 9 che unisce Buenos Aires alle provincie del nord-ovest e alla frontiera con la Bolivia. La città è unita all'aeroporto e alla strada nazionale 34, dalla strada nazionale 66.

### Aeroporti
L'aeroporto Gobernador Horacio Guzmán (JUJ) è situato 33 km a sud-est della città e dispone di voli regolari diretti a Buenos Aires e Córdoba.

## Sport

### Calcio
Il principale club calcistico cittadino è il Gimnasia (J), che milita nella seconda divisione argentina.